# حيرام رالي كينيدي
حيرام رالي كينيدي هو فلاح وطبيب وسياسي أمريكي، ولد في 30 سبتمبر 1852 في Green Hill, Alabama ‏ في الولايات المتحدة، وتوفي بنفس المكان في 7 أكتوبر 1913. نشط حزبياً في الحزب الديمقراطي. وقد انتخب عضو مجلس نواب ألاباما ‏.